# Gadolosaurus
Gadolosaurus es el nombre informal dado a un dinosaurio hadrosauroideo sin describir procedente de la Formación Bayan Shireh en Baishan Tsav, Mongolia.
El nombre "Gadolosaurus" fue usado por primera vez en un libro de 1979 del paleontólogo japonés Tsunemasa Saito en un pie de imagen de una foto de un esqueleto de dinosaurio juvenil; este pequeño individuo solo mide cerca de un metro de longitud. El esqueleto era parte de una exposición de fósiles soviéticos en Japón. Aparentemente, el nombre proviene de una traducción fonética japonesa de la palabra en cirílico gadrosavr, es decir hadrosaurio, y por tanto no se trataba de darle un nuevo nombre de género.

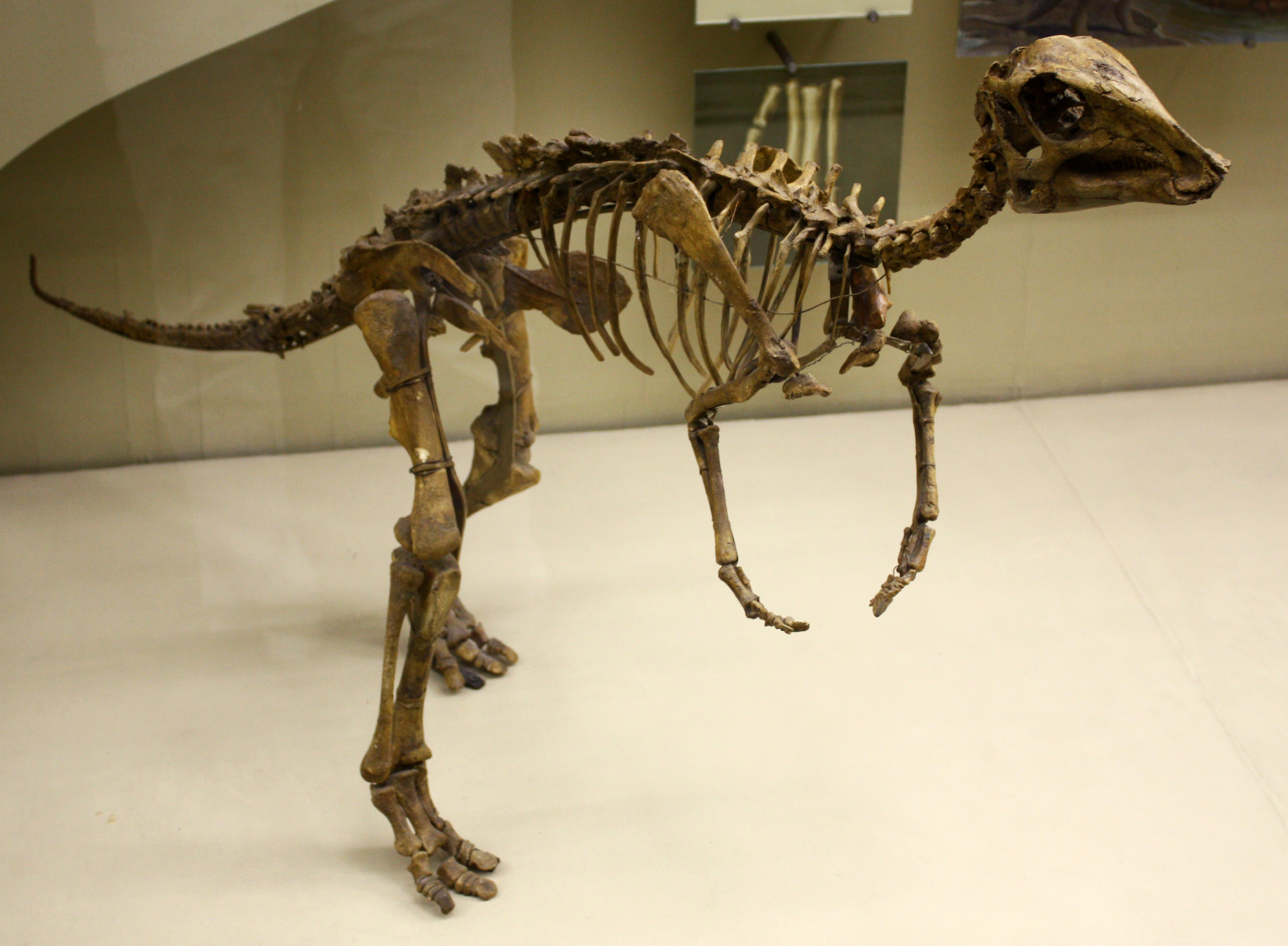
Esqueleto de "Gadolosaurus".

A pesar de ser una traducción errónea de gadrosavr, ha continuado apareciendo en muchos libros de divulgación de dinosaurios, con diversas identificaciones. Donald F. Glut reportó en 1982 que era un iguanodontiano o un hadrosáurido, al no tener cresta o "bota" en el isquion, ambas características de los dinosaurios lambeosaurinos crestados, y sugirió que podría ser el juvenil de otro género ya nombrado, como Tanius o Shantungosaurus. David Lambert en 1983 lo clasificó como un iguanodontiano, pero cambió de parecer en 1990, cuando fue enumerado como un sinónimo de Arstanosaurus, sin comentario alguno. El que podría ser el mismo animal fue mencionado pero no nombrado por David B. Norman y Hans-Dieter Sues en un libro de 2000 sobre los reptiles del Mesozoico de Mongolia y la antigua URSS; este material, procedente de las expediciones soviético-mongoles de la década de 1970, había sido citado como Arstanosaurus por la Academia Rusa de Ciencias, y se halló en estratos de la época del Cenomaniense de la Formación Bayan Shireh en Baishin Tsav.